# Марк Фоєрстін
Марк Фоєрстін (англ. Mark Feuerstein; нар. 8 червня 1971, Нью-Йорк) — американський актор. Найбільш відомий за роллю доктора Хенка Лоусона в телесеріалі «Дорогий доктор».
У 2003 році Фоєрстін був включений в список «50 найкрасивіших людей світу» журналу People.

## Раннє життя та освіта
Марк Фоєрстін народився в Нью-Йорку в сім'ї юриста Харві Фоєрстін і шкільної вчительки Одрі Фоєрстін. Він був вихований в єврейських традиціях і відзначав бар-Міцва в ортодоксальній синагозі.
У середній школі Далтона він займався боротьбою і виграв чемпіонат штату. Фоєрстін закінчив Прінстонський університет в 1993 році. Він виграв стипендію Фулбрайта та навчався в Лондонській академії музичного та драматичного мистецтва та в школі Філіпа Гольера у Франції.

## Особисте життя
З 2005 року Фоєрстін одружений зі сценаристкою Даною Кляйн, з якою у нього троє дітей: Ліла, Фріско, і Адді.

## Фільмографія
| рік             | Українська назва                           | Оригінальна назва                          | роль                  | Примітки                                             |
| --------------- | ------------------------------------------ | ------------------------------------------ | --------------------- | ---------------------------------------------------- |
| 1995-1996       | Нескінченна любов                          | Loving                                     |                       | епізоди невідомі                                     |
| 1996-1997       | Кароліна в Нью-Йорку                       | Caroline in the City                       | Джо ДеСтефано         | Другорядна роль; 8 епізодів                          |
| 1997-1998       | Загорівся                                  | Fired Up                                   | Денні Рейнльдс        | Головна роль; 28 епізодів                            |
| 1997            | Дороговказне світло                        | Guiding Light                              | доктор Стівен Левін   | епізод невідомий                                     |
| 1998            | Практична магія                            | Practical Magic                            | Майкл                 |                                                      |
| 1998            | Конрад Блум                                | Conrad Bloom                               | Конрад Блум           | Головна роль; 13 епізодів                            |
| 1999            | Тридцять днів                              | 30 Days' '                                 | актор                 |                                                      |
| 1999            | Муза                                       | The Muse                                   | Джош Мартін           |                                                      |
| 1999            | Бігом від кохання                          | Giving It Up                               | Ральф Гаганте         |                                                      |
| 1999            | Секс і місто                               | Sex and the City                           | Джош                  | Епізод «They Shoot Single People, Do not They»       |
| 2000            | Чого хочуть жінки                          | What Women Want                            | Морган Фаруелл        |                                                      |
| 2000-2001       | Знову і знову                              | Once and Again                             | Лео Фішер             | Другорядна роль; 5 епізодів                          |
| 2000            | Еллі Макбіл                                | Ally McBeal                                | Хаммонд Диринг        | Епізод «Pursuit of Loneliness»                       |
| 2000            | Американська дочка                         | An American Daughter                       | Морроу Маккарті       | ТВ фільм                                             |
| 2000            | Жінка зверху                               | Woman on Top                               | Кліфф Ллойд           |                                                      |
| 2000            | Правила бою                                | Rules of Engagement                        | Том Чандлер           |                                                      |
| 2001            | Серцевий департамент                       | The Heart Department                       | доктор Вільям Дейлі   | Пілотний епізод шоу CBS                              |
| 2001-2002, 2005 | Західне крило                              | The West Wing                              | Кліффорд Каллі        | Другорядна роль; 7 епізодів                          |
| 2002            | Кохання з повідомленням                    | Two Weeks Notice                           | Річ Бек               | сцени вирізані                                       |
| 2002            | Покинутий                                  | Abandon                                    | Роберт Хенсон         |                                                      |
| 2002            |                                            | Balkanization                              | Метт Хардінг          |                                                      |
| 2002-2004       | Доброго ранку, Маямі                       | Good Morning, Miami                        | Джейк Сільвер         | Головна роль; 39 епізодів                            |
| 2003            | Комік-одинак                               | Last Comic Standing                        | грає самого себе      | Епізод «Take Dat, Dave Mordal!»                      |
| 2002            | Три дня дощу                               | 3 Days of Rain                             |                       |                                                      |
| 2005            | Шукачка                                    | The Closer                                 | доктор Джером         | Епізод «Flashpoint»                                  |
| 2005            | Подалі від тебе                            | In Her Shoes                               | Саймон Штайн          |                                                      |
| 2005            | Закон і порядок                            | Law & Order                                | Ерік Спічер           | Епізод «Bible Story»                                 |
| 2006            |                                            | Lucid                                      | кейс                  | короткометражка                                      |
| 2006            | 3 фунта                                    | 3 lbs                                      | доктор Джонатан Сігер | Головна роль; 7 епізодів                             |
| 2006            | Майстри жахів                              | Masters of Horror                          | Алекс О'Ши            | Епізод «Pro-Life»                                    |
| 2006            | Весільний вікенд                           | Shut Up and Sing                           | Грег                  |                                                      |
| 2007            | Акула                                      | Shark                                      | Мітчелл Латімер       | Епізод «Porn Free»                                   |
| 2007            |                                            | Dance Man                                  |                       | ТВ фільм                                             |
| 2008            | Виклик                                     | Defiance                                   | Айзек Малбін          |                                                      |
| 2009            | Бильярдист                                 | The Hustler                                | більярдіст            | Головна роль; 11 епізодів Також сценарист і режисер  |
| 2009-2016       | Дорогий доктор                             | Royal Pains                                | доктор Хенк Лоусон    | Головна роль; 104 епізоду                            |
| 2010            | Залізна башка                              | Knucklehead                                | Едді Салліван         |                                                      |
| 2010            |                                            | Love Shack                                 | Марті Шінктер         | Відео                                                |
| 2014            | У друзів життя краще                       | Friends with Better Lives                  | Саймон                | Епізод «Something New»                               |
| 2014            | Партнери по життю                          | Life Partners                              | Кейсі                 |                                                      |
| 2014            | В твоїх очах                               | In Your Eyes                               | Філіп Портер          |                                                      |
| 2015            | Лугова країна                              | Meadowland                                 | Роб                   |                                                      |
| 2015            | Медсестра Джекі                            | Nurse Jackie                               | Баррі Вулф            | Другорядна роль; 5 епізодів                          |
| 2015            | Суперстюард                                | Larry Gaye: Renegade Male Flight Attendant | Ларрі Гей             | також продюсер                                       |
| 2017            | Втеча з в'язниці                           | Prison Break                               | Джейкоб Антон Несс    | Головна роль; 8 епізодів                             |
| 2017            | Печеня американське літо: 10 років по тому | Wet Hot American Summer: Ten Years Later   | Марк                  | Головна роль; 8 епізодів                             |
| 2017            | 9J, 9K і 9L                                | 9JKL                                       | Джош Робертс          | Головна роль; 13 епізодів Також продюсер і шоураннер |